# Louis-Philippe Brodeur

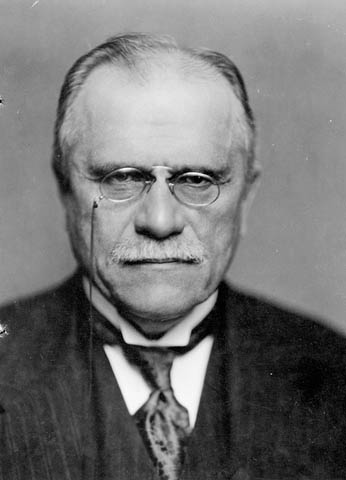
Louis-Philippe Brodeur

Louis-Philippe Brodeur, PC, QC (* 21. August 1862 in Belœil, Québec; † 2. Januar 1924 in Sillery, Québec) war ein kanadischer Politiker und Richter. Von 1891 bis 1911 war er liberaler Abgeordneter im Unterhaus, davon drei Jahre als Speaker und vier Jahre als Minister. Anschließend war er bis 1923 Richter am Obersten Gerichtshof. Schließlich amtierte er bis zu seinem Tod als Vizegouverneur der Provinz Québec.

## Biografie
Brodeur studierte Recht an der Université de Laval in Montreal. Dort absolvierte er ein Praktikum in der Kanzlei des späteren Quebecer Premierministers Honoré Mercier. 1884 erhielt er die Zulassung als Rechtsanwalt und eröffnete eine eigene Kanzlei. Er schrieb Artikel für mehrere liberale Zeitungen und gehörte 1896 zu den Mitbegründern der Zeitung Le Soir, die jedoch nach nur vier Monaten ihr Erscheinen einstellte.
Als Kandidat der Liberalen Partei trat Brodeur zur Unterhauswahl 1891 an und siegte im Wahlbezirk Rouville. In den Jahren 1896, 1900, 1904 und 1908 gelang ihm jeweils die Wiederwahl. Premierminister Wilfrid Laurier ernannte ihn im August 1896 zum stellvertretenden Speaker des Unterhauses, im Februar 1901 zum Speaker. Nach einer Kabinettsumbildung folgte im Januar 1904 Brodeurs Aufnahme in die Bundesregierung. Zunächst war er Minister für Inlandsteuern, ab Februar 1906 Seefahrt- und Fischereiminister. 1907 nahm er als Delegierter Kanadas an der Reichskonferenz in London teil und war auch an den Verhandlungen über ein Handelsabkommen mit Frankreich beteiligt.
Im Mai 1910 übernahm Brodeur zusätzlich die Leitung des neu geschaffenen Marineministeriums und war in dieser Funktion maßgeblich an der Gründung der Royal Canadian Navy beteiligt. Aus gesundheitlichen Gründen verzichtete er darauf, zur Unterhauswahl 1911 anzutreten und erklärte am 10. August 1911 seinen Rücktritt. Laurier zeigte sich für die geleisteten Dienste erkenntlich und ernannte Brodeur am darauf folgenden Tag zum Richter am Obersten Gerichtshof. Diese Ernennung war rein politisch motiviert, da er keinerlei Erfahrung als Richter hatte.
Am Obersten Gerichtshof entwickelte sich Brodeur zum Verteidiger der Prinzipien und besonderen Merkmale des in Québec geltenden Code civil. Er befürchtete, seine anglokanadischen Richterkollegen würden diesen im Sinne des Common Law uminterpretieren. Auf Anraten von Premierminister William Lyon Mackenzie King vereidigte Generalgouverneur Lord Byng ihn am 31. Oktober 1923 als Vizegouverneur von Québec. Etwas mehr als zwei Monate später starb Brodeur an den Folgen einer Darmblutung.

## Ehrung
Nach ihm ist die Halbinsel Brodeur Peninsula benannt.